# Silvius (mythologie)

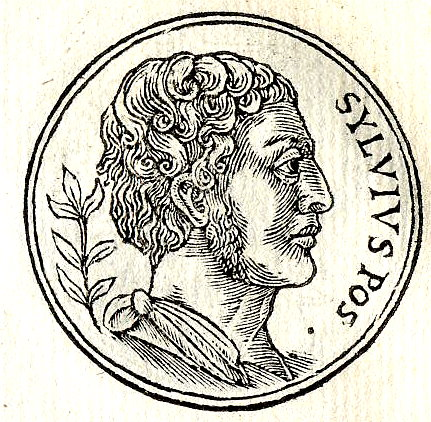
Silvius uit Guillaume Rouillé's Promptuarii Iconum Insigniorum

Silvius is volgens de Romeinse mythologie de zoon van Aeneas en Lavinia. Hij volgde Ascanius op als koning van Alba Longa. Volgens de legende, zoals beschreven door Geoffrey van Monmouth in zijn Historia regum Britanniae, was Silvius de vader van Brutus van Troje, de legendarische eerste koning van Brittannië.
Silvius trouwde met de kleindochter van Lavinia en kreeg bij haar een zoon. Er werd voorspeld dat de zoon zijn ouders zou doden, als banneling door verschillende landen zou zwerven en uiteindelijk de hoogste eer zou bereiken. Bij zijn geboorte stierf zijn moeder en op vijftienjarige leeftijd schoot hij tijdens de jacht op herten per ongeluk zijn vader met een pijl dood. Zo kwam de voorspelling uit.